# Rosa María Menéndez López
Rosa María Menéndez López (Cudillero, Astúries, 12 de febrer de 1956) és una investigadora i científica espanyola, que ha estat presidenta del Consell Superior d'Investigacions Científiques (CSIC) des del 2017 fins al 2022.

## Biografia
Menéndez López es va graduar en Química orgànica a la Universitat d'Oviedo el 1980 i posteriorment es va doctorar a la mateixa universitat el 1986. Va començar a treballar al CSIC en el Instituto Nacional del Carbón de Oviedo. El maig del 2003 va accedir, mitjançant un procés de promoció interna, a l'escala de Profesors d'Investigació del Consell Superior d'Investigacions Científiques.
Durant la seva trajectòria professional ha treballat en col·laboració amb nombroses indústries del sector elèctric, aeronàutic, carboquímic i petroquímic. Ha presidit l'Associació Europea de Materials de Carboni (ECA). També ha realitzat estades en diversos centres de recerca estrangers, com el Northern Carbon Research Laboratoris de la Universitat de Newcastle a Newcastle upon Tyne a Anglaterra, la Universitat de Clemson a Carolina del Sud, als EUA, en l'Imperial College de Londres o la Universitat de Nottingham.
La seva tasca com a investigadora està relacionada amb els materials i l'energia, havent-se ocupat de l'optimització dels processos de conversió del carbó i revalorització dels seus derivats, així com els procedents del petroli, mitjançant la seva utilització com a precursors de materials de carboni, iniciant una línia d'investigació sobre el grafè i la seva utilització en diverses aplicacions, com l'emmagatzematge d'energia i els reactors nuclears de fusió, i també en el camp de la biomedicina. Durant la seva trajectòria com a investigadora, ha participat en més d'una trentena de projectes de recerca d'àmbit regional, nacional i europeu, encapçalant com a investigadora principal una vintena d'aquests i coordinant-ne cinc d'europeus. A banda, ha publicat més de 200 articles en revistes internacionals d'alt índex d'impacte, diversos capítols de llibres, dos llibres de divulgació i ha dirigit diverses tesis doctorals. També disposa de nou patents.
Des del 2003 fins al 2008 ha dirigit l'Institut Nacional del Carbó (INCAR) i entre el maig del 2008 i el febrer del 2009 va ocupar el càrrec de vicepresidenta d'Investigació Científica i Tècnica del CSIC. En l'actualitat és membre del Consell Rector de l'Agència Estatal d'Investigació i de la Comissió Nacional d'Avaluació de l'Activitat Investigadora, així com del Comitè Científic Assessor del Principat d'Astúries i Delegada Institucional del CSIC a Astúries.
El 17 de novembre de 2017, a proposta del Ministeri d'Economia i Competitivitat, el govern espanyol va aprobar el nomenament de Rosa Maria Menéndez com a presidenta del Consell Superior d'Investigacions Científiques, substituint en el càrrec a Emilio Lora-Tamayo, després que aquest l'ocupés des del gener de 2012, i anteriorment entre els anys 2003 i 2004. Menéndez es converteix, d'aquesta manera, en la primera dona que ocupa aquest lloc en la direcció de l'organisme públic d'investigació més gran a Espanya, amb una plantilla de 13.000 investigadors, dels quals el 35,7% són dones.

## Reconeixements
El 1996 va rebre el premi "Shunk Carbon Award", concedit per l'empresa alemanya Shunk a investigadors joves, per la seva contribució al desenvolupament de la ciència dels materials de carboni. El 2007 se li va atorgar el "Premi Vital Álvarez Buylla", concedit per la UNESCO i l'Ajuntament de Mieres, per la seva contribució al desenvolupament i divulgació de la Ciència. El 2009 va obtenir el prestigiós "Premi DuPont de la Ciència". El 2016 va rebre el "Premi de l'Associació Espanyola de Materials", per la seva carrera científica, i també el "Premi al Talent Expert" concedit per Human Age i Cinco Días, i el "Premi Innova Diari de Lleó".